# Leland G. Cagwin
Leland George Cagwin  (* 12. Juli 1915 in Norwich, New York; † 8. März 2004 in Carmel-by-the-Sea, Kalifornien) war ein Generalmajor der United States Army. Er war unter anderem Kommandeur der 2. Infanteriedivision.

## Leben
Leland Cagwin war ein Sohn von Fred Leland Cagwin (1884–1963) und dessen Frau Elisabeth H. House (1888–1965). Er besuchte die öffentlichen Schulen seiner Heimat sowie für jeweils kurze Zeit die New York Military Academy und das Massachusetts Institute of Technology. In den Jahren 1936 bis 1940 durchlief er die United States Military Academy in West Point. Nach seiner Graduation wurde er als Leutnant der Infanterie zugeteilt. In der Armee durchlief er anschließend alle Offiziersränge vom Leutnant bis zum Zwei-Sterne-General.
In seinen jüngeren Jahren absolvierte er den für Offiziere in den niederen Rangstufen üblichen Dienst in verschiedenen Einheiten. Im Jahr 1941 wurde er zu den Schofield Barracks auf Oʻahu versetzt, wo er dem 35. Infanterieregiment angehörte, das der 25. Infanteriedivision unterstand. Zum Zeitpunkt des japanischen Angriffs auf Pear Harbor am 7. Dezember 1941 befand sich Cagwin damit in unmittelbarer Nähe dieses Ereignisses.
Während des nun auch für die Vereinigten Staaten folgenden Zweiten Weltkriegs verblieb Cagwin beim 35. Infanterieregiment, mit dem er im Südpazifik eingesetzt war. Dabei stieg er vom Kompanieführer und Bataillonskommandeur bis zum Regimentskommandeur auf. Dabei war er unter anderem an der Schlacht um Guadalcanal beteiligt. Für seinen Einsatz im Zweiten Weltkrieg wurde er mit mehreren Orden ausgezeichnet.
Nach seiner Rückkehr in die Vereinigten Staaten setzte Leland Cagwin seine Offizierslaufbahn fort. In den Jahren 1952 und 1953 kommandierte er das 27. Infanterieregiment, das ebenfalls der 25. Infanteriedivision unterstand. Mit dieser Einheit war er im Koreakrieg eingesetzt. Im weiteren Verlauf der 1950er Jahre studierte er bis 1957 am National War College. Es folgte eine Versetzung zum Supreme Headquarters Allied Powers Europe (SHAPE) in Rocquencourt bei Paris. Zwischen April 1963 und April 1965 leitete Cagwin die Militärberatergruppe für Äthiopien (Military Assistance Advisory Group Ethiopia). Danach kommandierte er zwischen Mai 1966 und Mai 1968 das Test and Evaluation Command.
Im Juni 1968 übernahm er von Frank C. Izenour das Kommando über die in Südkorea stationierte 2. Infanteriedivision. Dieses Kommando hatte er bis September 1969 inne, als Salve H. Matheson seine Nachfolge antrat. In dieser Zeit kam es gelegentlich zu Grenzkonflikten mit Nordkorea. Anschließend wurde Leland Cagwin nach Stuttgart versetzt, wo er bis 1973 bei EUCOM die Stabsabteilung J3 (Operationen) leitete. Anschließend schied er aus dem aktiven Militärdienst aus.
In seinem Ruhestand widmete sich der pensionierte Offizier als Hobby der Fotografie. Außerdem gehörte er dem Vorstand des Monterey Institute of International Studies und engagierte sich im gesellschaftlichen Leben in seiner neuen kalifornischen Heimat.
Der seit 1941 mit Jacqueline Smith (1919–2010) verheiratete Cagwin starb am 8. März 2004 in Carmel-by-the-Sea und wurde auf dem Friedhof der Militärakademie in West Point beigesetzt.

## Orden und Auszeichnungen
Leland Cagwin erhielt im Lauf seiner militärischen Laufbahn unter anderem folgende Auszeichnungen:
- Distinguished Service Cross
- Army Distinguished Service Medal
- Silver Star
- Legion of Merit
- Bronze Star Medal
- World War II Victory Medal
- Distinguished Unit Citation
- Korean Service Medal
- United Nations Service Medal
- National Defense Service Medal
- Armed Forces Expeditory Medal